# الماء للناس
الماء للناس منظمة تنمية دولية غير ربحية تأسست عام 1991 عن طريق الجمعية الأمريكية لأعمال المياه كاستجابة إلى زيادة أزمات الماء العالمية، وتهدف المنظمة إلى مساعدة الناس في الأجزاء الريفية من الدول النامية لتحقيق وصول أكبر لمياه الشرب والصرف الصحي ومرافقه، وهي بذلك تعمل على إنجاز الهدف السادس للتنمية المستدامة للأمم المتحدة الخاص بتوفير مياه نظيفة وصرف صحي والرصد الشامل لمرافق المياه العذبة من أجل تقدم الصحة البشرية. حيث تسعى المنظمة إلى توصيل قضية المياه ومرافق الصرف الصحي الغير موجودة والدون المستوى الأمثل عبر الدول الأقل نموا مع تطوير مصادر مياه الشرب ومرافق الصرف الصحي المستدامة. كما تعمل منظمة الماء للناس الغير حكومية على إعداد برامج التثقيف الصحي للمناطق المحلية، وتمكين وإشراك الحكومات المحلية والشركات والمدارس والمنازل والأفراد في تشييد البنية التحتية للمياه وتمويلها وصيانتها. تواجدت منظمة الماء للناس على مدار العام في 30 منطقة في تسع دول نامية متضمنة جواتيمالا، الهندوراس، نيكاراغوا، بوليفيا، بيرو، أوغندا ومالاوي  استطاعت من خلالها توصيل الماء لعدد 4 ملايين شخص.